# Tűzgyűrű (film)
A Tűzgyűrű (eredeti cím: Pacific Rim) egy 2013-as amerikai sci-fi-akciófilm. A filmet Guillermo del Toro rendezte a Travis Beachammel közösen írt a forgatókönyv alapján, a zenét Ramin Djawadi szerezte. A film a japán kaidzsú műfaj szörnyeit használja fel, az emberiség ezen lények ellen harcol a jaeger nevű óriásrobotokkal. A főszereplők közt megtalálható Charlie Hunnam, Idris Elba, Kikucsi Rinko, Mana Ashida és Charlie Day.
Először Mexikóban mutatták be 2013. július 1-jén, majd az Amerikai Egyesült Államokban 2013. július 12-én, Magyarországon pedig 2013. július 11-én jelent meg a mozikban.
A filmnek 2018-ban készült folytatása Tűzgyűrű: Lázadás címen Steven S. DeKnight rendezésében, a Universal Pictures forgalmazásában.

## Cselekménye
A film története szerint 2013-ban egy átjáró nyílt a Csendes-óceán mélyén, amin át óriási szörnyszerű lények, a kaidzsúk jöttek át, hogy birtokba vegyék a világunkat. A lények ellen a világ kormányai összefogtak és megalkották a jaeger programot, amiben óriási robotokat készítettek, melyeket két ember irányít az agyuk összekapcsolásával, amit driftelésnek neveznek. Évekkel később a jaeger programot leállították, és hatalmas falak építésébe kezdtek, amik 2025-re el is készülnek, de nem állították meg a szörnyeket. A lények féken tartása érdekében Stacker Pentecost marsall vezetésével egy csapatnyi, még működő jaeger robotot toboroznak össze, akiket az egykori jaeger pilóta, a testvérét egy csatában elvesztő Raleigh Becket vezet. A szörnyekkel folytatott harc során Beckettnek össze kell szoknia Pentecost nevelt lányával, az új társául kapott Mako Morival, mialatt a tudós Dr. Newt Geiszler a kaidzsúk megállításának lehetőségein dolgozik.

## Szereplők
| Szereplő                | Színész             | Magyar hang          |
| ----------------------- | ------------------- | -------------------- |
| Raleigh Becket          | Charlie Hunnam      | Pál András           |
| Yancy Becket            | Diego Klattenhoff   | Stohl András         |
| Stacker Pentecost       | Idris Elba          | Galambos Péter       |
| Mako Mori               | Kikucsi Rinko       | Ubrankovics Júlia    |
| Dr. Newton Geiszler     | Charlie Day         | Rajkai Zoltán        |
| Herman Gottlieb         | Burn Gorman         | Viczián Ottó         |
| Herc Hansen             | Max Martini         | Mihályfi Balázs      |
| Chuck Hansen            | Robert Kazinsky     | Szabó Máté           |
| Ops Tendo Choi          | Clifton Collins Jr. | Karácsonyi Zoltán    |
| Hannibal Chau           | Ron Perlman         | Reviczky Gábor       |
| építőipari munkás       | Larry Joe Campbell  | Besenczi Árpád       |
| idős férfi a parton     | David Fox           | Cs. Németh Lajos     |
| hírbemondó              | Don Shirey          |                      |
| számítógép              | Ellen McLain        | Zsadon Andrea        |
| építési művezető        | Brad William Henke  | Németh Gábor         |
| alacsony férfi          | Santiago Segura     | Berzsenyi Zoltán     |
| Merrit, hajóskapitány   | Joe Pingue          | Schneider Zoltán     |
| McTighe                 | Milton Barnes       | Kisfalusi Lehel      |
| első tiszt              | Brian Frank         | Csík Csaba Krisztián |
| gyerek                  | Jake Goodman        | Straub Martin        |
| amerikai ENSZ-képviselő | Robin Thomas        | Incze József         |
| brit ENSZ-képviselő     | Julian Barnes       | Berzsenyi Zoltán     |
| kanadai ENSZ-képviselő  | David Richmond-Peck | Papucsek Vilmos      |
| kínai lány az óvóhelyen | Victoria Marie      | Törtei Tünde         |

## Díjak és jelölések
| Díj                                         | Kategória                                                                     | Jelölt                                                                                  | Eredmény |
| ------------------------------------------- | ----------------------------------------------------------------------------- | --------------------------------------------------------------------------------------- | -------- |
| ABFF Hollywood Awards                       | Az év színésze                                                                | Idris Elba                                                                              | Jelölve  |
| Annie-díj                                   | Kiemelkedő teljesítmény élőszereplős film animációs effektjeiért              |                                                                                         | Elnyerte |
| Annie-díj                                   | Kiemelkedő teljesítmény élőszereplős film karakteranimációjáért               |                                                                                         | Jelölve  |
| British Academy of Film and Television Arts | Legjobb vizuális effektusok                                                   |                                                                                         | Jelölve  |
| Critics' Choice Movie Awards                | Legjobb vizuális effektusok                                                   |                                                                                         | Jelölve  |
| Denver Film Critics Society                 | Legjobb sci-fi/horrorfilm                                                     |                                                                                         | Jelölve  |
| Empire Awards                               | Legjobb sci-fi/fantasy                                                        |                                                                                         | Jelölve  |
| Hollywood Film Awards                       | Legjobb vizuális effektusok                                                   | John Knoll                                                                              | Elnyerte |
| Las Vegas Film Critics Society              | Legjobb horror/sci-fi-film                                                    |                                                                                         | Elnyerte |
| Szaturnusz-díj                              | Legjobb sci-fi-film                                                           |                                                                                         | Jelölve  |
| Szaturnusz-díj                              | Legjobb rendező                                                               | Guillermo del Toro                                                                      | Jelölve  |
| Szaturnusz-díj                              | Legjobb látványtervezés                                                       | Andrew Neskoromny, Carol Spier                                                          | Jelölve  |
| Szaturnusz-díj                              | Legjobb vágás                                                                 | Peter Amundson, John Gilroy                                                             | Jelölve  |
| Szaturnusz-díj                              | Legjobb különleges effektek                                                   | John Knoll, James E. Price, Clay Pinney, Rocco Larizza                                  | Jelölve  |
| St. Louis Gateway Film Critics Association  | Legjobb különleges effektek                                                   | John Knoll                                                                              | Jelölve  |
| Teen Choice Awards                          | Summer Movie Action                                                           |                                                                                         | Jelölve  |
| Visual Effects Society                      | Kiemelkedő vizuális effektusok egy vizuális effektusok által vezérelt filmben | John Knoll, Susan Greenhow, Chris Raimo, Hal Hickel                                     | Jelölve  |
| Visual Effects Society                      | Kiemelkedő animációs karakter élőszereplős filmben                            | Jakub Pistecky, Frank Gravatt, Cyrus Jam, Chris Havreberg a Leatherback nevű kaidzsúért | Jelölve  |
| Visual Effects Society                      | Kiemelkedő létrehozott környezet élőszereplős filmben                         | Johan Thorngren, Jeremy Bloch, David Meny, Polly Ing a meganimált Hongkongért           | Jelölve  |
| Visual Effects Society                      | Kiemelkedő virtuális operatőri munka élőszereplős filmben                     | Colin Benoit, Nick Walker, Adam Schnitzer, Victor Schutz a hongkongi óceáni harcért     | Jelölve  |
| Visual Effects Society                      | Kiemelkedő modellek filmben                                                   | David Fogler, Alex Jaeger, Aaron Wilson, David Behrens                                  | Jelölve  |